# Microsoft Power Platform
Microsoft Power Platform es una colección de herramientas de desarrollo de código bajo que permite a los usuarios crear aplicaciones comerciales personalizadas, automatizar flujos de trabajo y analizar datos.  También ofrece integración con GitHub, Microsoft Dynamics 365 y Microsoft Teams, entre otras aplicaciones de Microsoft y de terceros.
Microsoft Power Platform permite a los usuarios optimizar procesos, obtener información de sus datos y crear soluciones personalizadas para satisfacer sus necesidades comerciales. Está diseñado para ser accesible a usuarios con diferentes niveles de experiencia técnica, lo que facilita a las organizaciones la creación de aplicaciones personalizadas y la automatización de flujos de trabajo.
Microsoft desarrolló el lenguaje de programación de código bajo Power Fx para expresar la lógica en Power Platform.
La familia de productos Power Platform incluye:
- Power BI

Software para visualizar datos con diferentes tipos de gráficos.
- Power Apps

Para aplicaciones empresariales personalizadas de bajo código.
- Power Automate

Para la automatización y optimización de procesos de negocio.
- Power Pages

Software de gráficos para crear sitios web de bajo código.
- Copilot Studio

para personalizar o crear experiencias de copiloto.